# کرویتال
کرویتال (به آلمانی: Kreuttal) یک منطقهٔ مسکونی در اتریش است که در ناحیه میستلباخ واقع شده‌است. کرویتال ۱٬۳۰۸ نفر جمعیت دارد.